# Elezioni legislative in Francia del 1919
Le elezioni legislative in Francia del 1919 per eleggere i 613 membri della Camera dei Deputati si sono tenute dal 16 al 30 novembre. Il sistema elettorale utilizzato fu un sistema ibrido proporzionale e maggioritario plurinominale nei dipartimenti.

## Risultati
|                                                           |                                                     |                                                     |            |      |       |
| Partito                                                   | Partito                                             | Partito                                             | Voti       | Voti | Seggi |
| Partito                                                   | Partito                                             | Partito                                             | Numero     | %    | Seggi |
|                                                           |                                                     | Partito Repubblicano Democratico (PRD)              | 1 393 540  | 17,1 | 200   |
|                                                           | Federazione Repubblicana (FR)                       | 1 819 691                                           | 22,3       | 183  |       |
|                                                           | Indipendenti di destra (DR)                         | 1 139 794                                           | 14,0       | 29   |       |
| Blocco nazionale (centro-destra)                          | Blocco nazionale (centro-destra)                    | Blocco nazionale (centro-destra)                    | 4 353 025  | 53,4 | 412   |
|                                                           |                                                     | Partito Radical-Socialista (PRRRS)                  | 1 420 381  | 17,4 | 86    |
|                                                           | Partito Repubblicano-Socialista (PRS)               | 430 054                                             | 5,3        | 26   |       |
| Radicali e repubblicani (centro-sinistra)                 | Radicali e repubblicani (centro-sinistra)           | Radicali e repubblicani (centro-sinistra)           | 1 850 435  | 20,9 | 112   |
|                                                           | Sezione Francese dell'Internazionale Operaia (SFIO) | Sezione Francese dell'Internazionale Operaia (SFIO) | 1 728 663  | 21,2 | 68    |
|                                                           | Non-iscritti                                        | Non-iscritti                                        | 363 020    | 4,5  | 21    |
| Totale voti                                               | Totale voti                                         | Totale voti                                         | 8 295 143  | 100  | 613   |
| Elettori iscritti                                         | Elettori iscritti                                   | Elettori iscritti                                   | 11 604 322 | –    | –     |
| Astenuti                                                  | Astenuti                                            | Astenuti                                            | 3 456 232  | 29,8 | –     |
| Fonte: France Politique (voti), France Politique (gruppi) |                                                     |                                                     |            |      |       |